# Istoria televiziunii
Istoria televiziunii reprezintă munca a numeroși ingineri și inventatori din mai multe țări de-a lungul a mai multor decenii. Televiziunea s-a născut în principal din conjuncția a trei serii de descoperiri: cele referitoare la fotoelectricitate, procedeele de analiză a fotografiilor descompuse apoi recompuse în linii cu puncte deschise sau întunecate și undele hertziene pentru transmiterea de semnale.
Principiile fundamentale ale televiziunii au fost inițial explorate prin metode electromecanice de scanare, transmisie și reproducere a imaginilor. Deoarece aparatele electronice de înregistrare video și tuburile ecranelor s-au perfecționat, televiziunea electromecanică a dus la apariția tuturor sistemelor electronice moderne de televiziune folosite în aproape toate aplicațiile.

## Cronologie
- 1873: Joseph May a demonstrat fotosensibilitatea seleniumului
- 1879: G. R. Carey, apoi francezul Constantin Senlecq au expus principiile de analiză ale imaginilor.

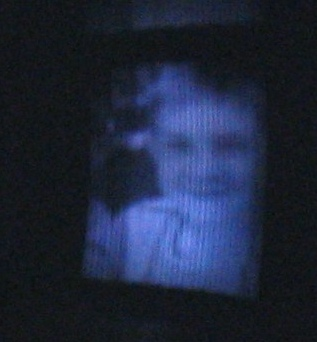
Imagine de televiziune mecanică folosind discul lui Nipkow

- 1884: Paul Nipkow a brevetat discul Nipkow, un ingenios sistem de disc cu mici găuri care, învârtindu-l “citea” imaginea linie cu linie.
- 1897: lucrările lui Karl Ferdinand Braun asupra osciloscopului și studiile englezului Campbell Swinton asupra razelor catodice.
- 1907: Boris Rosing a realizat între 1907 și 1911, la Sankt-Petersburg primul sistem de televiziune folosind ca receptor un tub catodic.
- 1921: Édouard Belin transmite o imagine statică prin radio cu belinograful, un aparat inventat de el în 1907.
- 1923: Vladimir Zworykin lucrând pentru Westinghouse, patentează un sistem de televiziune, urmat de un altul în 1925 cu modificări minore și adăugarea unui ecran pentru transmisie și recepție color.
- 1925: scoțianul John Logie Baird a realizat la Londra prima retransmisie publică de televiziune prin sistem mecanic, fără tub catodic; era un sistem cu 30 de linii și 12,5 imagini pe secundă.
- 1927: Bell Telephone Company a realizat una dintre primele experiențe publice de televiziune.
- 1928: Hovannes Adamian prezintă un televizor color la Londra.
- 1931, 14 aprilie: René Barthélemy în laboratoarele sale de la Compania de Contoare din Montrouge, a realizat la 14 aprilie 1931, prima transmisiune a unei imagini cu 30 de linii de la Montrouge la Malakoff.
- 1931: compania americană RCA, utilizând descoperirile lui Zworykin, a construit un emițător în vârful clădirii Empire State Building din New York.
- 1931, 1 octombrie: primele experiențe publice de televiziune mecanică în URSS, la Moscova, pe 30 de linii.
- 1936: Jocurile Olimpice de la Berlin, televizate în direct au fost recepționate, în locurile publice, în 6 mari orașe germane.
- 1937, 2 noiembrie: BBC lansează un program public cu sistemul EMI cu 405 linii la studiourile din Alexandra Palace.
- 1939: sunt efectuate primele transmisii în direct de către BBC pentru un număr de 20.000 de receptoare din zona Londra, cu încoronarea regelui George al VI-lea și derby-ul de la Epsom.
- 1944: René Barthélemy pune la punct sistemul de televiziune cu 819 linii.
- 1949: apare televiziunea prin cablu în S.U.A.

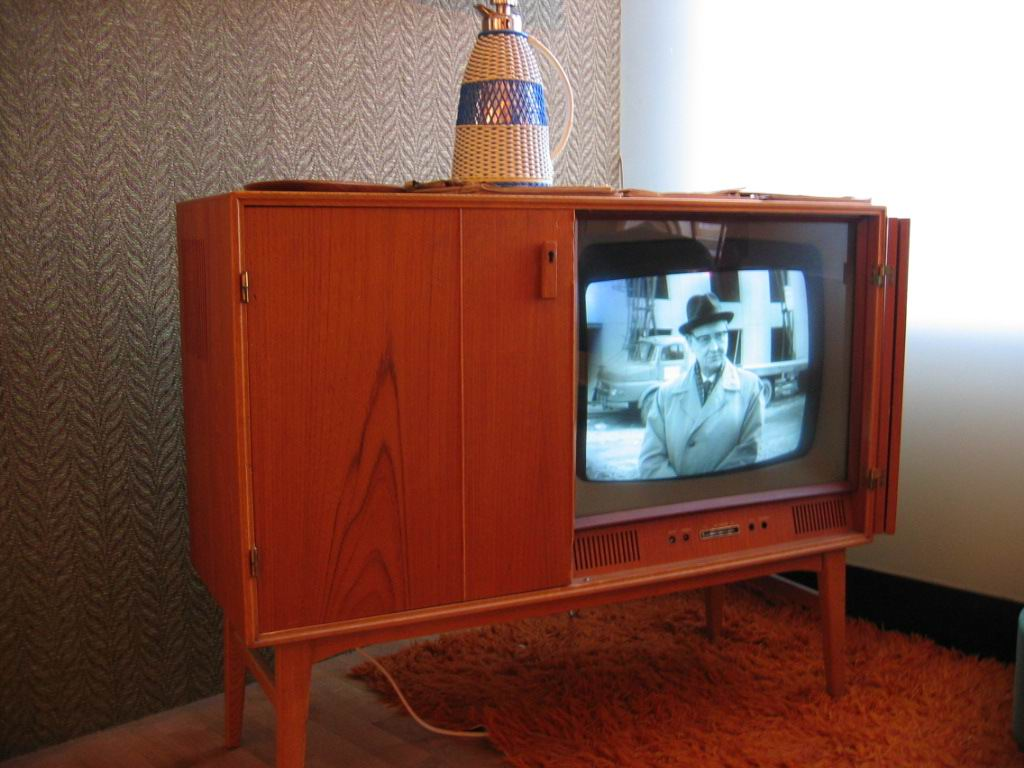
Televizor din anul 1950

- 1950, 12 februarie: este fondată Uniunea Europeană de Radio și Televiziune  (UERT).
- 1950, 23 august: este realizat primul schimb de imagini peste canalul Mânecii .
- 1951: primele emisiuni TV publice în culori în S.U.A.
- 1953, 2 iunie: încoronarea reginei Elisabeta a II-a este urmărită în direct de peste 20 milioane de telespectatori numai în Marea Britanie.
- 1954: la ideea lui Jean d’ Arcy, este înființată Euroviziunea.
- 1958: este inaugurată televiziunea publică în România.
- 1962, 23 iulie: primele imagini de televiziune transmise în direct prin satelitul Telstar între localitățile Andover din S.U.A. și Pleumeur-Bodou, Franța.
- 1964: crearea primului ecran cu plasmă, la o universitate din statul Illinois, S.U.A.
- 1967: Henri de France inventează sistemul SECAM de codare a semnalului video color; a fost folosit în Franța, țările socialiste din Europa de Est, fosta URSS și în Orientul Mijlociu.
- 1990: a fost lansat proiectul Digital Video Broadcasting (DVB).

Harta cu anii în care televiziunea a fost introdusă în diferite țări.
1930–1939
1940–1949
1950–1959
1960–1969
1970–1979
1980–1989
1990–1999
După 2000
Fără televiziune
Fără date

     1930–1939
     1940–1949
     1950–1959
     1960–1969
     1970–1979
     1980–1989
     1990–1999
     După 2000
     Fără televiziune
     Fără date

### Primele cercetări
Transmiterea de imagini fixe la distanță a preocupat cercetătorii europeni încă de la începutul secolului al XIX-lea. Giovanni Caselli a pus la punct în 1856 pantelegraful care din 1863 a fost utilizat de către stațiile franceze pentru a transmite pe liniile telegrafului electric, scurte mesaje autografe sau simple desene. Fototelegrafia (transmiterea de fotografii prin fir telegrafic sau telefonic) a fost realizată de către germanul Arthur Korn care a reușit în 1907 o primă legătură Berlin-Paris și de către inginerul francez Eugene Belin care în 1911 a inventat belinograful aparat cu care putea să difuzeze rapid facsimilul fotografiilor pentru ziare.
În 1879 G. R. Carey și Constantin Senlecq au expus principiile de analiză ale imaginilor, apoi Paul Nipkow inventează în 1884 un sistem de disc cu mici găuri care, învârtindu-l citea imaginea linie cu linie. În urma lucrărilor germanului Karl Braun asupra razelor catodice și osciloscopului în 1897 și studiilor englezului Campbell Swinton, rusul Boris Rosling a realizat între 1907 și 1911, la Sankt-Petersburg primul tub catodic.

### Primele încercări / Televiziunea mecanică
În primele două decenii ale secolului al XX-lea, cercetările pentru analiza imaginilor au fost continuate de către John Logie Baird în Marea Britanie folosind metoda baleiajului mecanic printr-un fascicul luminos și de către Vladimir Zworykin care în 1927 a pus la punct iconoscopul, aparat cu care s-au echipat camerele electronice și care a ajutat la perfecționarea tuburilor catodice ale receptoarelor.
În 1925 este realizat în laborator televisorul lui Baird cu 30 de linii și cu 12,5 imagini pe secundă care a obținut o primă licență experimentală în 1926. Sistemul a fost adus în mod succesiv la 60, 90, 180 de linii apoi, în 1936, pentru a răspunde normelor cerute de BBC, la 240 de linii și 25 de imagini pe secundă. Televizorul lui Baird a funcționat transmițând un program regulat de televiziune mecanică din 1929 până în 1937, când a fost abandonat de BBC, în favoarea unui sistem bazat pe lucrările lui James Mc Gee, care utiliza tehnici foarte asemănătoare cu cele ale iconoscopului, ce permiteau utilizarea unui sistem de televiziune electronică, mai fiabilă și perfecționată.

### Pași importanți în dezvoltarea televiziunii / Televiziunea electronică
Primii pași în televiziune au fost făcuți de Marea Britanie prin inaugurarea postului oficial BBC în anul 1936, cu 12 ore de programe pe săptămână. După trei ani, televiziunea a fost introdusă și în Statele Unite. Numărul posesorilor de televizoare în aceste două țări era însă foarte mic. Abia după cel de al Doilea Război Mondial situația s-a schimbat în bine. Un pas important în istoria televiziunii l-a constituit încoronarea reginei Elisabeta a II-a a Marii Britanii în ziua de 2 iunie 1953. Această încoronare a fost primul eveniment transmis de televiziune direct în mai multe țări europene și retransmis în Statele Unite. Astfel televiziunea a dat ocazie întregii planete să participe la același eveniment, făcând posibil începutul unei standardizări a programelor de televiziune. După acest eveniment, televiziunea, prezentă de acum tot mai mult în casele oamenilor, a devenit un adevărat simbol alături de automobil al „societății de consum”.
Numărul televizoarelor a crescut de la an la an, ajungând la un milion în 1952 în Marea Britanie, în 1957 în Germania și în 1958 în Franța. În 1964, 60 de milioane de televizoare erau instalate în casele particulare din Statele Unite. De atunci televiziunea a concurat cu cinematograful și teatrul care erau genurile tradiționale de divertisment.

## Vezi și
- Kálmán Tihanyi
- Televiziune
- Televiziune pe internet
- Televiziune prin satelit
- Televiziune terestră
- Televiziune prin cablu
- Televiziune digitală
- Televiziune digitală prin cablu
- Televiziune digitală terestră
- Televiziune digitală terestră (DVB-T2)
- Televiziunea digitală terestră în România
- Televiziunea analogică terestră în România
- Televiziunea în România
- Televiziunea în Republica Moldova
- Televiziunea digitală terestră în Republica Moldova
- IPTV
- Televiziunea în Statele Unite ale Americii
- DuMont Television Network